# Londinières
Londinières je francouzská obec v departementu Seine-Maritime v regionu Normandie. V roce 2009 zde žilo 1 241 obyvatel.